# ’Allo ’Allo!
’Allo ’Allo! ist eine britische Sitcom, die von 1982 bis 1992 auf BBC One in neun Staffeln mit 85 Episoden ausgestrahlt wurde. Sie wurde von Jeremy Lloyd und David Croft geschaffen, die bereits für die Sitcom Are You Being Served? verantwortlich gewesen waren. 2004 wurde ’Allo ’Allo! in einer BBC-Umfrage auf den 13. Platz der 100 besten britischen Sitcoms gewählt. Am 22. März 2007 wurde in Manchester noch einmal ein Special mit dem Großteil der alten Besetzung vor Livepublikum aufgenommen und wenig später auf BBC One ausgestrahlt.
Am 10. März 2008 kaufte die ProSiebenSat.1 Media die Rechte, die Serie erstmals in Deutschland auszustrahlen, womit der Sender Sat.1 Comedy am 15. Februar 2010 begann. Zwischenzeitlich wurde die Serie auch im deutschen Free-TV auf Comedy Central Deutschland ausgestrahlt.

## Handlung
Die Handlung ist in dem kleinen Ort Nouvion im von den Deutschen besetzten Frankreich des Zweiten Weltkriegs angesiedelt. Die Besatzer haben einige Kunstwerke geraubt, darunter die erste jemals hergestellte Kuckucksuhr und das Gemälde „Die gefallene Madonna“ (allen, die es gesehen haben, auch bekannt als „Die gefallene Madonna mit den prallen Möpsen“, original "The fallen Madonna with the big boobies") des Malers Van Klomp, die nun von Adolf Hitler gesucht wird. Der Stadtkommandant Kurt von Strohm hat beschlossen, die Kunstwerke zu verstecken, um sie nach Kriegsende zu verkaufen, und betraut den Cafébesitzer René Artois damit. Doch auch die Gestapo ist hinter den Schätzen her und entsendet einen Herrn Otto Flick, sie zu finden.
Artois ist auf der anderen Seite gezwungen, mit der ausschließlich aus Frauen bestehenden gaullistischen Résistance zusammenzuarbeiten, die ihm droht, ihn sonst als Kollaborateur zu erschießen, weil er Deutsche in seinem Café bedient. Die Résistance versteckt zwei versprengte RAF-Piloten, die Flight Lieutenants Carstairs und Fairfax, in seinem Café. Die großartigen, jedoch stets scheiternden Pläne der Widerstandsorganisation, die beiden nach Großbritannien zurückzuschmuggeln, sind ein Running Gag der Serie.
Die kommunistische Résistance will Artois schon deshalb exekutieren, weil er mit ihrer gaullistischen Konkurrenz zusammenarbeitet. Die Anführerin der Kommunisten ist jedoch in ihn verliebt, was sein Leben rettet. Seine Frau Edith Melba darf davon allerdings ebenso wenig etwas erfahren wie seine beiden Angestellten Yvette und Maria, mit denen er geheime Verhältnisse pflegt. Ein weiterer Interessent an Artois ist der homosexuelle deutsche Leutnant Hubert Gruber. Artois' Ehefrau wird ihrerseits vom Bestatter Monsieur Alfonse der Hof gemacht, der von seiner Zuneigung für Edith und seiner Bewunderung für den „Helden“ René Artois hin- und hergerissen ist.
Dies bietet den Hintergrund für die gesamte Serie. Die Entwicklung der Handlung von einer Episode zur nächsten ist für das Verständnis jeweils Voraussetzung, und so steht am Beginn jeder Folge ein Rückblick mit einer kurzen, komischen Zusammenfassung der Ereignisse durch René Artois.

## Stilmittel
Neben Slapstick und Farce ist ein wiederkehrendes Element der Serie die große Anzahl komischer sexueller Anspielungen. Als Beispiel für britischen Humor schreckt sie auch vor Fäkalhumor nicht zurück („I was pissing by the door when I heard two shats“ – „Ich hab an der Tür gepisst, als ich zwei scheißen/Schisse gehört habe“; Crabtrees schlechtes Französisch darstellend, der sagen wollte „I was passing by the door when I heard two shots“ – „Als ich an der Tür vorbeiging, hörte ich zwei Schüsse“). Außerdem pflegt 'Allo 'Allo die Auswalzung von Klischees, insbesondere über die vertretenen Nationalitäten einschließlich der Engländer, im Stil von Monty Python.
Wie im Beispiel, einem Zitat des britischen Spions Crabtree (Arthur Bostrom), der das Französische nur unzureichend beherrscht und darum grotesk-komische Wortveränderungen hervorbringt („Good Moaning“, in der deutschen Fassung „Guten Magen“), deutlich wird, ist sowohl das Wortspiel ein weiteres Stilmittel der Serie wie auch Humor, der auf einer grotesken Sprache der Figuren basiert, die ohnehin bereits übertriebene Akzente haben. So lernen die deutschen Offiziere in späteren Folgen Fremdsprachen – ihr „Spanisch“ beispielsweise wird als eine bizarre, mit hoher Stimme gesprochene Variante des (Serien-)„Deutschen“ dargestellt – oder sind auf andere Weise gezwungen, seltsam zu sprechen, beispielsweise um zu verhindern, dass die riesigen „Selbstmordzähne“, die sie in einer Folge tragen, ihr tödliches Gift entladen.